# NGC 3810
NGC 3810 é uma galáxia espiral (Sc) localizada na direcção da constelação de Leo. Possui uma declinação de +11° 28' 13" e uma ascensão recta de 11 horas, 40 minutos e 58,6 segundos.
A galáxia NGC 3810 foi descoberta em 15 de Março de 1784 por William Herschel.